# Minsara Kanavu
Pour plus de détails, voir Fiche technique et Distribution.
Minsara Kanavu est un film indien de Rajiv Menon sorti en 1997. Originellement tourné en tamil, il a reçu une adaptation en télougou sous le titre Merupu Kalalu et en hindi avec le titre Sapnay. Il met en scène les acteurs Arvind Swamy, Prabhu Deva et Kajol. Le film a reçu un bon accueil grâce à sa musique composée par A. R. Rahman et à ses chorégraphies modernes (de Prabhu Deva également). C'est la première réalisation de Rajiv Menon.
Une jeune femme nommé Sanja adopté par un riche rajiv mais sanjana tombent amoureuse d'un beau jeune homme nomme rahul fils de rohit jKhan l'ennemi de rajuf ce qui rendra ce mariage impossible....

## Fiche technique
Sauf indication contraire, les informations mentionnées dans cette section peuvent être confirmées par la base de données cinématographiques IMDb,  présente dans la section « Liens externes ».
- Titre : Minsara Kanavu
- Titre original : மின்சார கனவு (Miṉcāra kaṉavu)
- Titre international : Electrifying Dreams
- Réalisation : Rajiv Menon
- Scénario : Rajiv Menon
- Dialogues : Sri Ramakrishna
- Photographie : Venu Goopaalan
- Montage : Suresh Urs
- Musique : A.R. Rahman
- Production : Balasubramanian M., Saravanan M., Guhan M.S.
- Sociétés de production : A.V.M. Productions
- Sociétés de distribution : Ayngaran International, Spark Worldwide
- Pays d'origine :  Inde
- Langue : Tamoul, hindi, télougou
- Format : Couleurs - 2,35:1 - DTS / Dolby Digital / SDDS - 35 mm
- Genre : Comédie dramatique et romance
- Durée : 153 minutes (2 h 33)
- Dates de sorties en salles : 
  -  Inde : 14 janvier 1997

## Distribution
- Kajol : Priya
- Arvind Swamy : Thomas
- Prabhu Deva Sundaram : Deva
- Arundhati Nag : la mère superieure
- Nassar (en) : Guru
- Girish Karnad : Amalraj
- SP Balasubrahmanyam : James Thangadurai
- Prakash Raj : Jaipal
- Ranvir Shah : David

## Bande originale
Albums de A.R. Rahman
Anthimanthaarai
(1997) Iruvar
(1997)
La bande originale du film est composée par A.R. Rahman. Elle comprend sept chansons, écrites par Vairamuthu.
- Vennilavae - Hariharan, Sadhana Sargam
- Poo Pookum Osai - Sujatha, Malaysia Vasudevan
- Manna Madurai - Unni Menon, K. S. Chitra, Srinivas
- Thanga Thamarai - SP Balasubrahmanyam
- Strawberry Kannae - K K, Febi
- Anbendra - Anuradha Sriram

## Distinctions
| Année | Distinction                  | Catégorie                        | Nom                                          | Résultat   |
| ----- | ---------------------------- | -------------------------------- | -------------------------------------------- | ---------- |
| 1997  | Tamil Nadu State Film Awards | Meilleure direction musicale     | A. R. Rahman                                 | Lauréat    |
| 1997  | Tamil Nadu State Film Awards | Meilleur chanteur de play-back   | Unni Menon (pour Maana Madhurai)             | Lauréat    |
| 1997  | National Film Awards         | Meilleure direction musicale     | A. R. Rahman                                 | Lauréat    |
| 1997  | National Film Awards         | Meilleur chanteur de play-back   | S.P. Balasubrahmanyam (pour Thanga Thamarai) | Lauréat    |
| 1997  | National Film Awards         | Meilleure chanteuse de play-back | K.S. Chitra (pour Mana Madurai)              | Lauréat    |
| 1997  | National Film Awards         | Meilleure photographie           | Prabhudheva                                  | Nomination |
| 1998  | Filmfare Awards South        | Meilleure actrice                | Kajol                                        | Lauréat    |
| 1998  | Filmfare Awards South        | Meilleure direction musicale     | A. R. Rahman                                 | Lauréat    |